# Guarbecque (rivier)
De Guarbecque (Nederlands: Gaverbeek) is een riviertje in het Franse departement Pas-de-Calais.

## Verloop
Het riviertje ontspringt in Norrent-Fontes en stroomt vervolgens door de plaatsen Ham-en-Artois, Busnes, Guarbecque, Ham-en-Artois, Isbergues, en Saint-Venant om daar in de Leie uit te monden. De totale lengte van het riviertje bedraagt 11,9 km.
Te Saint-Venant vindt men de Moulin de Saint-Venant, een watermolen op de Guarbecque.